# Charles Errard

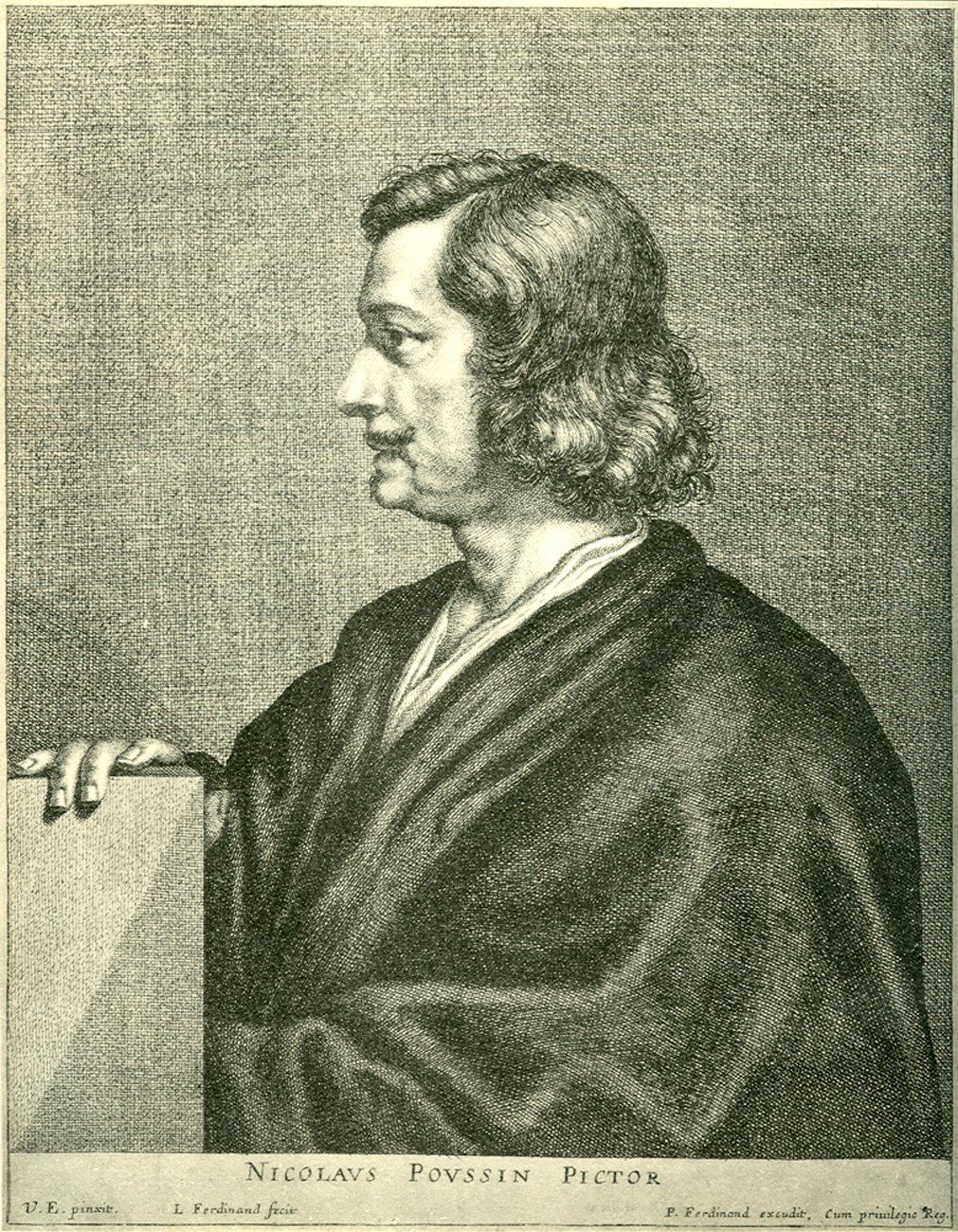
Retrato de Nicolas Poussin por Charles Errard

Charles Errard  (Nantes, c. 1606 - Roma, 1689) foi um pintor, gravurista e arquiteto da França.
Foi treinado como pintor por seu pai, Charles Errard, o Velho, pintor da corte de Luís XIII. Passou várias anos alternando-se entre a França e Roma, para onde se dirigiu a estudos e trabalho. Foi um dos fundadores, reitor e diretor da Academia Real de Pintura em Paris, e depois dirigiu a Academia da França em Roma, cidade onde faleceu. Deixou pinturas em grandes dimensões no Palácio do Louvre, no Palácio Real e no Palácio das Tulherias, e foi o autor do projeto da Igreja da Assunção em Paris.